# Стівен Мейкон Ґрір
Стівен Мейкон Ґрір (англ. Steven Macon Greer; 28 червня 1955 року, Шарлотт, Північна Кароліна, США) — американський уфолог, колишній лікар-практик, засновник Центру з вивчення позаземного розуму (англ. The Center for the Study of Extra-Terrestrial Intelligence, скор. CSETI), проєкту «Розкриття» (англ. The Disclosure Project), який спрямований на оприлюднення секретної інформації про НЛО, низки подібних уфологічних проектів. Має вчений ступінь доктора медицини.

## Життєпис
Стівен Ґрір народився 28 липня 1955 року в місті Шарлотт, Північна Кароліна, США. У 1987 році він захистив дипломну роботу в Медичному коледжі Джеймса Г. Квіллена Університету Східного Теннессі. У 1988 році закінчив інтернатуру Університету Північної Кароліни, а в наступному, 1989 році отримує медичну ліцензію і починає роботу за фахом. Тоді ж йому вдається вступити до престижної спільноти професійних американських медиків — «Alpha Omega Alpha».
У 1995 році Стівен Ґрір очолив роботу департаменту невідкладної медичної допомоги Меморіального госпіталю Колдуелла.
У 1998 році він завершив професійну кар'єру і повністю присвятив себе проекту «Розкриття» (англ. The Disclosure Project), тобто збору та оприлюдненню таємної інформації про НЛО.

## Інтерес до НЛО
Ще у восьмирічному віці Ґрір вперше побачив летючу тарілку, що істотно вплинуло на формування його інтересів. Крім того, його рідний дядько, за деякими даними, був одним з творців посадкового модуля, в якому Ніл Армстронг спустився на Місяць, тому про сюжети космічної тематики Ґрір чув з дитинства.
У 1990 році Стівен Ґрір створює Центр з вивчення позаземного розуму (англ. The Center for the Study of Extra-Terrestrial Intelligence), завданням якого є підготовка суспільства до можливих контактів з позаземним розумом. Центр став першим досвідом зі створення низки подібних організацій.
З 1993 року Стівен Ґрір активізує пошуки свідків і документів, що стосуються НЛО. Він отримує, наприклад, свідчення Стівена Лавкіна, старшого помічника президента Ейзенхауера, який згодом дослужився до бригадного генерала, який стверджував, що своїми очима бачив уламки інопланетних літальних апаратів. Іншим зразком подібних знахідок є розповідь Джона Каллагана — третьої особи Федерального управління цивільної авіації при Рональді Рейгані, про зустріч японського лайнера «Боїнг-747» з НЛО над Аляскою в 1986 році і про спроби «вести» об'єкт за допомогою радара. Каллаган розслідував цей випадок за службовим обов'язком. Правдивість подібних оповідей, на думку Стівена Ґріра, гарантується, зокрема, їх збігом зі свідченнями інших колишніх офіцерів воєнної авіації, співробітників ЦРУ, а також з урядовими документами.
Поступово утворилася значна колекція матеріалів. Вона включила більше 120 годин звукозапису свідчень лише державних чиновників, що, на думку Ґріра, є виключно надійним. Всього колекція налічує тисячі сторінок текстів, справжності яких нібито ніхто не заперечує. Ці документи детально описують НЛО, їх пересування і навіть спроби їх збити або перехопити.
У 1993 році Стівен Ґрір створює проєкт «Розкриття» (англ. The Disclosure Project), некомерційну науково-дослідницьку структуру, орієнтовану на інформування громадськості про ймовірно засекречені урядові відомості про НЛО та прибульців, їхні способи одержання енергії та транспортні засоби. Проект об'єднує вчених, фахівців НАСА, астронавтів (наприклад, Едгара Мітчелла), представників інших професій, які займаються збиранням матеріалів, що підтверджують реальність НЛО. Спочатку проект фінансувався Лоуренсом Рокфеллером.

### Теорія змови
В ході уфологічної діяльності Стівен Ґрір схилився до думки, що в сучасних США корпоративні, індустріальні, військові і фінансові інтереси — той самий хвіст, який крутить собакою. За його твердженням, добре фінансовані проекти вивчення НЛО існують не одне десятиліття. Вже давно знайдена технологія руху НЛО, як і те, що давно немає потреби у викопних енергоносіях, на кшталт нафти, газу, вугілля і навіть ядерної енергії. Тобто у разі оприлюднення отриманих знань, власників традиційних джерел енергії чекає повне розорення. Така перспектива, на думку Ґріра, і є причиною, свого роду, світової змови замовчування.

## Популяризація відомостей про НЛО
Значна частина зусиль Стіва Ґріра спрямована на популяризацію зібраних ним відомостей про НЛО. Для цього використовуються всі можливі способи. Так, наприклад, у жовтні 1994 року Ґрір з'явився в шоу Ларрі Кінга, яке було присвячене темі приховування урядом США контактів з представниками іншопланетних цивілізацій, в 1997 році, спільно з низкою інших членів Центру Вивчення Позаземного Розуму (CSETI), зокрема з астронавтом Едгаром Мітчеллом, організував брифінг для членів Конгресу США.
Крім різних публіцистичних статей, Стівен Ґрір є автором чотирьох книг:
- Extraterrestrial Contact: The Evidence and Implications (1999);
- Disclosure: Military and Government Witnesses Reveal the Greatest Secrets in Modern History (2001);
- Hidden Truth: Forbidden Knowledge (2006);
- Contact: Countdown to Transformation (2009).

Також, в 2012 році, в рамках реалізації свого чергового уфологічного проекту «Оріон» (англ. The Orion Project), він виграв грант від Kickstarter для створення документального фільму «Сіріус», присвяченого НЛО, гуманоїду Атаками і подібним проблемам. Фільм вийшов у 2013 році.